# Bay Street

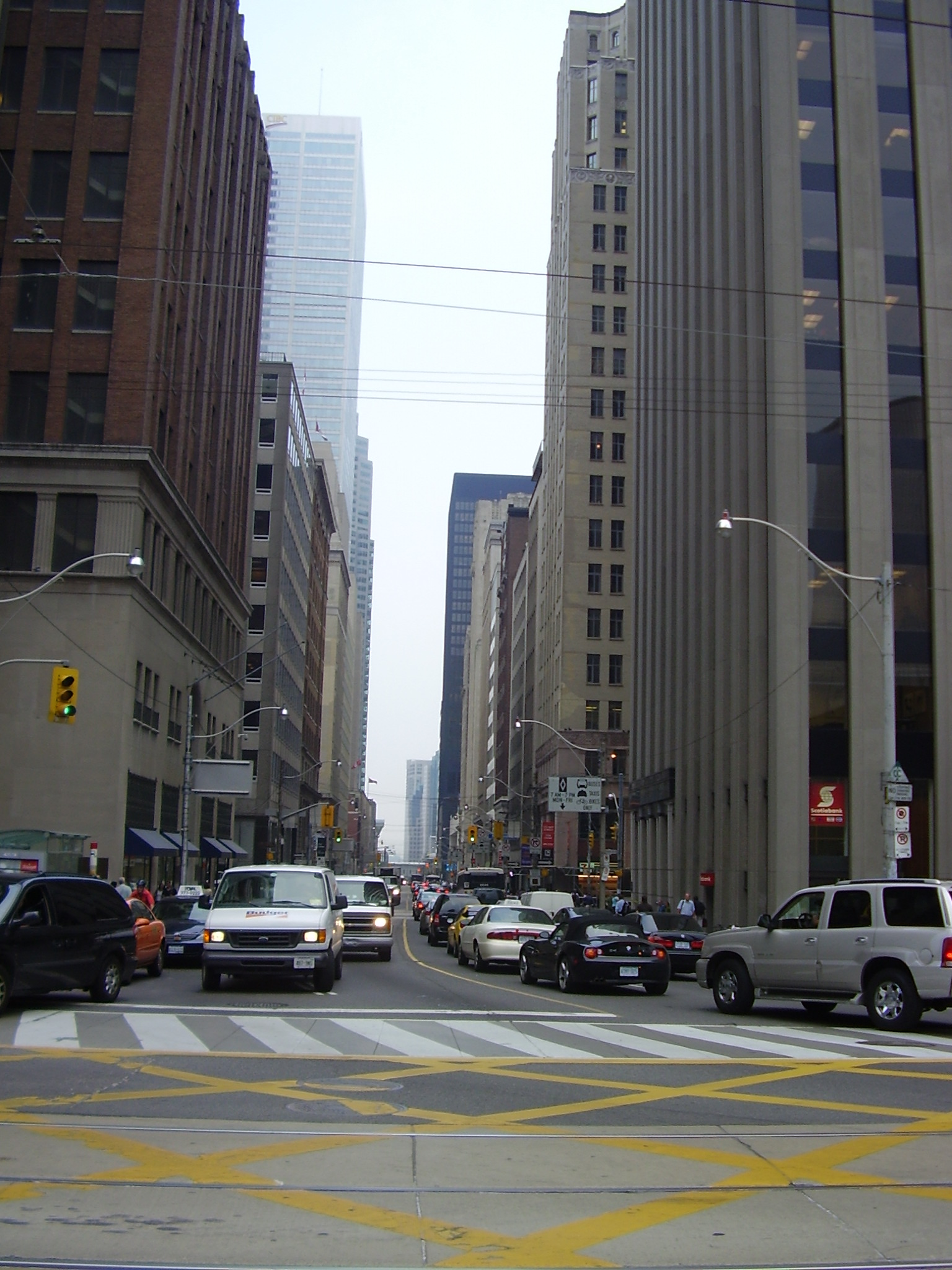
Bay Street.

La Bay Street es una calle localizada en Toronto, Ontario, Canadá. Se la considera el corazón financiero del país (al igual que se considera a Wall Street el corazón financiero de Estados Unidos), junto con la King Street, y acoge las sedes de cuatro de los principales bancos de Canadá (Scotiabank, Bank of Montreal, Toronto-Dominion Bank y Canadian Imperial Bank of Commerce), las sedes de varias empresas importantes (la Hudson Bay Company, por ejemplo), así como la bolsa de valores de la ciudad, la Toronto Stock Exchange. El nombre de la calle data de 1797, y se debe al hecho de que conectaba la entonces llamada Lot Street (actual Queen Street) a una bahía (bay en inglés) del litoral de la ciudad.
Aproximadamente cien mil personas trabajan en los numerosos rascacielos localizados a lo largo de la calle, muchos los cuales figuran entre los más altos de la ciudad. También posee numerosos bufetes de abogados y diversos edificios de apartamentos, especialmente cerca de Bloor Street. En actualidad se están construyendo o planeando varios rascacielos a lo largo de la calle, entre ellos 1200 Bay Street, de 324 metros, diseñado por el estudio de arquitectura Herzog & de Meuron. De ser construido será el edificio más alto de Canadá y uno de los más altos del continente americano.